# Apolinarzaunkönig
Der Apolinarzaunkönig (Cistothorus apolinari) ist eine Vogelart aus der Familie der Zaunkönige (Troglodytidae), die in Kolumbien endemisch ist. Der Bestand wird von der IUCN als stark gefährdet (Endangered) eingeschätzt.

## Merkmale
Der Apolinarzaunkönig erreicht eine Körperlänge von etwa 12,0 cm. Der Oberkopf ist matt kastanienbraun, die Gesichtsseite graubraun und undeutlich gemustert. Der Hinteraugenstreif zeichnet sich nur undeutlich ab und ist etwas heller als der Oberkopf und die Ohrdecken. Die schwärzlich braunen Schultern und Rücken sind mit weißlich gelbbraunen Querstreifen bis zum Mittelrücken verziert. Der Hinterrücken und der Bürzel sind hell rötlich braun. Die Oberflügeldecken sind mittelbraun, mit dunkelbraunem Gittermuster. Die Außenfahnen der Hand- und Armschwingen sind dunkelbraun und hell gelbbraun gestreift. Die Steuerfedern sind rotbraun mit schwärzlich braunen Binden. Die Unterseite ist blass gelbbraun bis braun, heller an der Kehle, dunkler an der Brust und eher rötlich braun an den Hinterflanken. Die Augen sind braun, der Oberschnabel schwärzlich, der Unterschnabel gräulich. Die Beine sind grau. Beide Geschlechter ähneln sich. Jungtiere haben einen graubraunen Kopf ohne den Hinteraugstreif. Der Hinternacken ist gelbbraun, der Rücken weniger gestreift als bei erwachsenen Vögeln.

## Verhalten und Ernährung
Alle Erkenntnisse zu Ernährungsgewohnheiten der Nominatform des Apolinarzaunkönigs stammen aus Kotanalysen von gefangenen Vögeln. Dabei dominierte mit 74 % Zuckmücken, gefolgt von Spinnen, verschiedenen Zweiflüglern, Stechmücken, Schmetterlingslarven und ähnlichem. Die größte identifizierte Beute war eine Kleinlibelle. C. a. hernandezi wurden im Magen gut verdaute Insekten gefunden. Bei der Futtersuche klettert er die Halme der Pflanzen hoch, um dann fast auf Wasserhöhe herunterzustürzen.

## Lautäußerungen
Der Gesang des Apolinarzaunkönigs besteht aus schnellen wiederholten Sequenzen eines halben dutzend rauer, sägender Zirptöne, die normalerweise tief beginnen, rauf und runter gehen oder aus einer Serie ansteigender und fallender Zirpmischung aus rauen, harschen Tönen. Sein Repertoire besteht aus sechs bis sieben Liedern. Im Gegensatz hierzu hat C. a. hernandezi eine größere Bandbreite von mindestens elf Liedern. Beide Geschlechter singen, wobei das Weibchen oft die Gesangsrunde initiiert. Der Gesang in der Gemeinschaft mit anderen ist in der Unterart sehr ausgeprägt. Das Männchen singt antiphonisch verschiedene Liedern oder im Duett im Einklang mit anderen Lieder.

## Fortpflanzung
Nur wenig ist über die Brutbiologie der Nominatform des Apolinarzaunkönigs bekannt. Männchen wurden im März und August in Brutstimmung entdeckt, Berichte von Eiern gab es aus dem Juli, gerade geschlüpfte Nestlinge im späten Oktober. All diese Indikatoren lassen zwei Bruten pro Jahr vermuten. Es könnte sein, dass er in kleinen Kolonien brütet. Ein Nest wurde als im Durchmesser ca. 15 cm großer Ball beschrieben, der aus Rohrkolbenblätterstreifen gebaut wurde und in ca. 1,5 Meter über dem Wasser an einem dicken Rohrkolben angebracht wurde. Die andere Unterart ist ein kooperativer Brüter, der in Gruppen von fünf bis zehn Individuen auf das Nest aufpasst und dieses verteidigt, selbst wenn nur ein Paar brütet. Das Nest ist grob kugelförmig, mit seitlichem Eingang. Dieses webt er aus Grashalmen und Blättern und legt es mit wolligen Blättern der Gattung Espeletia aus. Ein Gelege besteht aus zwei weißen Eiern, die Bebrütung erfolgt ausschließlich durch das Weibchen. Das Nest der Nominatform dient dem Seidenkuhstärling (Molothrus bonariensis (Gmelin, JF, 1789)) gelegentlich als Wirtsnest.

## Verbreitung und Lebensraum
Der Nominatform des Apolinarzaunkönigs bevorzugt Sumpfgebiete und Vegetation in der Nähe von Seen, besonders mit Rohrkolben und Simsen. Er kommt in Höhenlagen von 2500 bis 3000 Metern vor. Ein einziges Mal hat man ihn in 3015 Meter gesichtet. Die andere Unterart bewegt sich in sumpfigem Páramo, welcher von Gestrüpp der Art Diplostephium revolutum dominiert wird. Auch trifft man auf ihn in offenem Páramo mit Espeletia grandiflora, aber auch der Zwergbambusart Chusquea tessellata, die er für seinen Nestbau nutzt, scheint für sein Überleben sehr wichtig zu sein. Die Subspezies ist in Höhenlagen zwischen 3800 und 3900 Metern unterwegs.

## Migration
Der Apolinarzaunkönig gilt als Standvogel. Einzelne Exemplare der Nominatform wurden weiter entfernt von ihrer normalen Umgebung entdeckt, was auf örtliche Zugbewegungen hinweisen könnte.

## Unterarten
Es sind zwei Unterarten bekannt:
- Cistothorus apolinari apolinari Chapman, 1914[3] kommt in den Anden nördlich von Bogotá vor.
- Cistothorus apolinari hernandezi Stiles & Caycedo, 2002[4] ist in den Anden südlich von Bogotá verbreitet. Die Unterart ist weißlicher auf der Unterseite, hat keine starke gelbbraune Tönung im unteren Brust- und Bauchbereich. Die Flügel sind größer, der Schwanz kleiner und der Schnabel mächtiger als in der Nominatform.[1]

## Etymologie und Forschungsgeschichte
Die Erstbeschreibung des Apolinarzaunkönigs erfolgte 1914 durch Frank Michler Chapman unter dem wissenschaftlichen Namen Cistothorus apolinari. Das Typusexemplar wurde von Bruder Apolinar Maria, geboren als Nicolás Seiler (1867–1949), in den Sümpfen von Suba gesammelt. Bereits 1850 führten Jean Louis Cabanis die für die Wissenschaft neue Gattung Cistothorus für den Pampazaunkönig (Cistothorus stellaris (Naumann, JF, 1823)) ein. Dieser Name leitet sich von »cistos κιστος« für »Strauch« und »thouros θουρος« für »springen, entlang rennen« ab. Der Artname »apolinari« ist seinem Sammler gewidmet. »Hernandezi« ehrt den kolumbianischen Zoologen Jorge Ignacio Hernández Camacho (1935–2002).